# ATP Santiago de Chile
Das ATP-Turnier von Santiago de Chile (offiziell Movistar Chile Open) ist ein chilenisches Herren-Tennisturnier. Das auf Sandplatz im Freien gespielte Turnier wird jährlich im Februar ausgetragen und gehört zur ATP Tour 250, der niedrigsten Kategorie innerhalb der ATP Tour sowie zum sogenannten Golden Swing, einer Reihe von Sandplatzturnieren in Lateinamerika zu Beginn der Saison.

## Geschichte
Die ehemaligen chilenischen Tennisspieler und Brüder Jaime und Álvaro Fillol kauften 1992 die Rechte eines vormals in Brasilien ausgetragenen Events auf und veranstalteten das erste ATP-Turnier in Chile. Erstmals fand das Turnier 1993 statt, der Austragungsort wechselte daraufhin mehrmals zwischen Santiago de Chile und Viña del Mar. Bis 2000 wurde in Santiago gespielt, zwischen 2001 und 2009 in Viña del Mar. 2010 und 2011 fand das Turnier wieder an seinem Ursprungsort statt, wechselte dann aber 2012 erneut nach Viña del Mar, wo es bis 2014 ausgetragen wurde. Ersetzt wurde es ab 2015 durch das Turnier von Quito, nachdem kein Sponsor mehr gefunden werden konnte.
Seit der Neuaufnahme in den Tourkalender 2020 findet das Turnier wieder in Santiago de Chile statt und ersetzte seinerseits das Turnier von São Paulo.
Im Jahr 2007 wurde probeweise von der ATP ein Round-Robin-Format mit 24 Spielern im Einzel ausprobiert. Nach Protesten kehrte man 2008 wieder zum alten 32er-Feld zurück.
Austragungsort ist das Vereinsgelände des Club Deportivo Universidad Católica. Turnierdirektorin ist Catalina Fillol, die Tochter von Jaime Fillol.

## Siegerliste
Lokalmatador Fernando González gewann das Turnier viermal und ist damit Rekordsieger. Im Doppel ist Sebastián Prieto mit drei Titeln am erfolgreichsten.

### Einzel
| Austragungsort               | Jahr | Sieger                | Finalgegner             | Finalergebnis     |
| ---------------------------- | ---- | --------------------- | ----------------------- | ----------------- |
| Santiago de Chile            | 2025 | Laslo Đere            | Sebastián Báez          | 6:4, 3:6, 7:5     |
| Santiago de Chile            | 2024 | Sebastián Báez        | Alejandro Tabilo        | 3:6, 6:0, 6:4     |
| Santiago de Chile            | 2023 | Nicolás Jarry         | Tomás Martín Etcheverry | 6:75, 7:65, 6:2   |
| Santiago de Chile            | 2022 | Pedro Martínez        | Sebastián Báez          | 4:6, 6:4, 6:4     |
| Santiago de Chile            | 2021 | Cristian Garín        | Facundo Bagnis          | 6:4, 6:73, 7:5    |
| Santiago de Chile            | 2020 | Thiago Seyboth Wild   | Casper Ruud             | 7:5, 4:6, 6:3     |
| 2015-2019: nicht ausgetragen |      |                       |                         |                   |
| Viña del Mar                 | 2014 | Fabio Fognini         | Leonardo Mayer          | 6:2, 6:4          |
| Viña del Mar                 | 2013 | Horacio Zeballos      | Rafael Nadal            | 6:72, 7:66, 6:4   |
| Viña del Mar                 | 2012 | Juan Mónaco           | Carlos Berlocq          | 6:3, 6:71, 6:1    |
| Santiago de Chile            | 2011 | Tommy Robredo         | Santiago Giraldo        | 6:2, 2:6, 7:65    |
| Santiago de Chile            | 2010 | Thomaz Bellucci       | Juan Mónaco             | 6:2, 0:6, 6:4     |
| Viña del Mar                 | 2009 | Fernando González (4) | José Acasuso            | 6:1, 6:3          |
| Viña del Mar                 | 2008 | Fernando González (3) | Juan Mónaco             | kampflos          |
| Viña del Mar                 | 2007 | Luis Horna            | Nicolás Massú           | 7:5, 6:3          |
| Viña del Mar                 | 2006 | José Acasuso          | Nicolás Massú           | 6:4, 6:3          |
| Viña del Mar                 | 2005 | Gastón Gaudio         | Fernando González       | 6:3, 6:4          |
| Viña del Mar                 | 2004 | Fernando González (2) | Gustavo Kuerten         | 7:5, 6:4          |
| Viña del Mar                 | 2003 | David Sánchez         | Marcelo Ríos            | 1:6, 6:3, 6:3     |
| Viña del Mar                 | 2002 | Fernando González (1) | Nicolás Lapentti        | 6:3, 6:75, 7:64   |
| Viña del Mar                 | 2001 | Guillermo Coria       | Gastón Gaudio           | 4:6, 6:2, 7:5     |
| Santiago de Chile            | 2000 | Gustavo Kuerten       | Mariano Puerta          | 7:63, 6:3         |
| Santiago de Chile            | 1999 | nicht ausgetragen     | nicht ausgetragen       | nicht ausgetragen |
| Santiago de Chile            | 1998 | Francisco Clavet      | Younes El Aynaoui       | 6:2, 6:4          |
| Santiago de Chile            | 1997 | Julián Alonso         | Marcelo Ríos            | 6:2, 6:1          |
| Santiago de Chile            | 1996 | Hernán Gumy           | Marcelo Ríos            | 6:4, 7:5          |
| Santiago de Chile            | 1995 | Sláva Doseděl         | Marcelo Ríos            | 7:63, 6:3         |
| Santiago de Chile            | 1994 | Alberto Berasategui   | Francisco Clavet        | 6:3, 6:4          |
| Santiago de Chile            | 1993 | Javier Frana          | Emilio Sánchez Vicario  | 7:5, 3:6, 6:3     |

### Doppel
| Austragungsort               | Jahr | Sieger                                              | Finalgegner                           | Finalergebnis     |
| ---------------------------- | ---- | --------------------------------------------------- | ------------------------------------- | ----------------- |
| Santiago de Chile            | 2025 | Nicolás Barrientos Rithvik Choudary Bollipalli      | Máximo González Andrés Molteni        | 6:3, 6:2          |
| Santiago de Chile            | 2024 | Tomás Barrios Vera Alejandro Tabilo                 | Orlando Luz Matías Soto               | 6:2, 6:4          |
| Santiago de Chile            | 2023 | Andrea Pellegrino Andrea Vavassori                  | Thiago Seyboth Wild Matías Soto       | 6:4, 3:6, [12:10] |
| Santiago de Chile            | 2022 | Rafael Matos Felipe Meligeni Alves                  | André Göransson Nathaniel Lammons     | 7:68, 7:63        |
| Santiago de Chile            | 2021 | Simone Bolelli Máximo González                      | Federico Delbonis Jaume Munar         | 7:64, 6:4         |
| Santiago de Chile            | 2020 | Roberto Carballés Baena Alejandro Davidovich Fokina | Marcelo Arévalo Jonny O’Mara          | 7:63, 6:1         |
| 2015-2019: nicht ausgetragen |      |                                                     |                                       |                   |
| Viña del Mar                 | 2014 | Oliver Marach (2) Florin Mergea                     | Juan Sebastián Cabal Robert Farah     | 6:3, 6:4          |
| Viña del Mar                 | 2013 | Paolo Lorenzi Potito Starace                        | Juan Mónaco Rafael Nadal              | 6:2, 6:4          |
| Viña del Mar                 | 2012 | Frederico Gil Daniel Gimeno Traver                  | Pablo Andújar Carlos Berlocq          | 1:6, 7:5, [12:10] |
| Santiago de Chile            | 2011 | Marcelo Melo Bruno Soares                           | Łukasz Kubot Oliver Marach            | 6:3, 7:63         |
| Santiago de Chile            | 2010 | Łukasz Kubot Oliver Marach (1)                      | Potito Starace Horacio Zeballos       | 6:4, 6:0          |
| Viña del Mar                 | 2009 | Pablo Cuevas Brian Dabul                            | František Čermák Michal Mertiňák      | 6:3, 6:3          |
| Viña del Mar                 | 2008 | José Acasuso (2) Sebastián Prieto (3)               | Máximo González Juan Mónaco           | 6:1, 3:0 aufgg.   |
| Viña del Mar                 | 2007 | Paul Capdeville Óscar Hernández                     | Albert Montañés Rubén Ramírez Hidalgo | 4:6, 6:4, [10:6]  |
| Viña del Mar                 | 2006 | José Acasuso (1) Sebastián Prieto (2)               | František Čermák Leoš Friedl          | 7:62, 6:4         |
| Viña del Mar                 | 2005 | David Ferrer Santiago Ventura                       | Gastón Etlis Martín Rodríguez         | 6:3, 6:4          |
| Viña del Mar                 | 2004 | Juan Ignacio Chela Gastón Gaudio                    | Nicolás Lapentti Martín Rodríguez     | 7:62, 7:63        |
| Viña del Mar                 | 2003 | Agustín Calleri Mariano Hood                        | František Čermák Leoš Friedl          | 6:3, 1:6, 6:4     |
| Viña del Mar                 | 2002 | Gastón Etlis Martín Rodríguez                       | Lucas Arnold Ker Luis Lobo            | 6:3, 6:4          |
| Viña del Mar                 | 2001 | Lucas Arnold Ker Tomás Carbonell                    | Mariano Hood Sebastián Prieto         | 6:4, 2:6, 6:3     |
| Santiago de Chile            | 2000 | Gustavo Kuerten (2) Antonio Prieto                  | Lan Bale Piet Norval                  | 6:2, 6:4          |
| Santiago de Chile            | 1999 | nicht ausgetragen                                   | nicht ausgetragen                     | nicht ausgetragen |
| Santiago de Chile            | 1998 | Mariano Hood Sebastián Prieto (1)                   | Massimo Bertolini Devin Bowen         | 7:6, 6:7, 7:6     |
| Santiago de Chile            | 1997 | Hendrik Jan Davids Andrew Kratzmann                 | Julián Alonso Nicolás Lapentti        | 7:6, 5:7, 6:4     |
| Santiago de Chile            | 1996 | Fernando Meligeni Gustavo Kuerten (1)               | Dinu Pescariu Albert Portas           | 6:4, 6:2          |
| Santiago de Chile            | 1995 | Jiří Novák David Rikl (2)                           | Shelby Cannon Francisco Montana       | 6:4, 4:6, 6:1     |
| Santiago de Chile            | 1994 | Karel Nováček Mats Wilander                         | Tomás Carbonell Francisco Roig        | 4:6, 7:6, 7:6     |
| Santiago de Chile            | 1993 | Mike Bauer David Rikl (1)                           | Christer Allgårdh Brian Devening      | 7:6, 6:4          |